# Вологодский государственный педагогический университет
Волого́дский госуда́рственный педагоги́ческий университе́т — одно из старейших высших педагогических учебных заведений России. С 11 июня 2014 года реорганизован путём присоединения к Вологодскому государственному университету в качестве структурного подразделения как «Педагогический институт Вологодского государственного университета». В февраля 2021 года на базе бывшего университета начал работу «Вологодский Гуманитарный институт».

## История
Педагогический институт был открыт в Вологде в 1918 году на базе учительского института, созданного в 1912 году. В 1930 году на его базе основан Северный краевой педагогический институт, приказом Наркомпроса РСФСР от 09.07.1935 № 569 переименованный в Вологодский государственный педагогический институт. В 1940—1957 годах носил имя В. М. Молотова. В 1995 году преобразован в Вологодский государственный педагогический университет.
В 1950—1952 гг. в университете преподавал один из родоначальников советской и российской социологии И. С. Кон. Здесь он, кроме шести разных лекционных курсов, читал множество лекций в системе партийного просвещения.
Ректором университета с 1988 года по 2013 год являлся профессор Александр Павлович Лешуков.
В 2012 году по результатам мониторинга эффективности ВУЗов, проводимым Министерством образования и науки РФ, ФГБОУ ВПО «Вологодский государственный педагогический университет» был признан неэффективным и нуждающимся в реорганизации. 28 августа 2013 года был издан приказ Минобрнауки России № 1001 "О реорганизации федерального государственного бюджетного образовательного учреждения высшего профессионального образования «Вологодский государственный технический университет» и федерального государственного бюджетного образовательного учреждения высшего профессионального образования «Вологодский государственный педагогический университет», согласно которому ВГПУ должен быть реорганизован путём присоединения к ВоГТУ в качестве структурного подразделения. 24 октября 2013 года был издан приказ Министерства образования и науки
№ 1182 о переименовании ВоГТУ в Вологодский государственный университет. Само переименование было произведено 14 ноября 2013 года. Федеральное государственное бюджетное образовательное учреждение высшего профессионального образования «Вологодский государственный педагогический университет» исключено из Единого государственного реестра юридических лиц 10 июня 2014 года и с 11 июня 2014 года присоединено к федеральному государственному бюджетному образовательному учреждению высшего профессионального образования «Вологодский государственный университет» в качестве структурного подразделения.

## Общие сведения
В составе университета 11 факультетов и 41 кафедра. Университет ведёт подготовку по различным специальностям:
- педагогические: математика, информатика, физика, биология, химия, география, история, русский язык и литература, русский и иностранный языки, иностранные языки (английский, немецкий, французский), социальная работа, социальная педагогика, педагогика и психология, педагогика и методика начального образования, физическая культура, музыкальное образование, музыкальное образование со специализацией «музыкальный фольклор»
- непедагогические: менеджмент организации, юриспруденция, культурология, журналистика, прикладная математика и информатика.

Послевузовское профессиональное образование проводится по 16 специальностям: педагогическая психология, общая педагогика, теория и методика обучения, музыкальное искусство, германские языки, русский язык, русская литература, философия науки и техники, этнография и этнология, всеобщая история, отечественная история, экология, астрометрия и небесная механика, антенны и СВЧ-устройства, дифференциальные уравнения; математическая логика, алгебра и теория чисел. В университете работают три совета по защите кандидатских диссертаций — по русскому языку и русской литературе, по отечественной истории и по общей педагогике; докторантура по специальности отечественная история. Действует факультет повышения квалификации, переподготовки кадров и дополнительного образования.
В университете обучается 7300 студентов (2003 год). За всё время работы подготовлено около 35 тысяч учителей, социальных педагогов и психологов. 70 % выпускников находит работу по специальности.
Университет сотрудничает с Евангелическим институтом города Бохума, университетом города Хильдесхайма, Международным консорциумом по изучению европейских культур, университетом города Хельсинки, Центром окружающей среды Финляндии.
В 2003 году среди преподавателей университета было 30 докторов наук, профессоров, 157 кандидатов наук, доцентов, три заслуженных деятеля науки Российской Федерации, пять заслуженных работников высшей школы Российской Федерации, один заслуженный работник культуры Российской Федерации. Около 60 % преподавательского состава имеют учёные степени и звания. Почётными профессорами университета являются писатель В. И. Белов и три профессора из университетов Германии.

### Достижения
- В 2001 году команда университета в полуфинале чемпионата мира 2001 года по программированию среди высших учебных заведений завоевала диплом III степени
- В 2002 году фольклорный ансамбль университета завоевал дипломом Гран При Всероссийского студенческого фольклорного фестиваля.

## Факультеты
Физико-математический факультет
Физико-математический факультет открыт в 1912 году. В то время он готовил учителей математики, физики, основ производства, черчения, электротехники, машиноведения, химии, информатики и вычислительной техники. Обучение ведётся на двух отделениях — математики и физики. Выпускникам отделения математики присваиваются квалификации: «учитель математики и физики», «учитель математики и информатики»; выпускникам отделения физики — «учитель физики и математики», «учитель физики и информатики». На отделении математики в 1994 году открыта заочная форма обучения с присвоением выпускникам квалификации «учитель математики».
Физико-математический факультет имеет в своём составе 3 кафедры: общей физики и астрономии; теоретической и прикладной физики; математики и методики преподавания математики.
Факультет прикладной математики и компьютерных технологий
В 1995 году на физико-математическом факультете было открыто отделение прикладной математики.
В 2005 году оно было преобразовано в факультет прикладной математики и компьютерных технологий (ФПМиКТ).
Факультет ведёт подготовку по специальности «прикладная математика и информатика» с присвоением квалификации «математик, системный программист».
На базе факультета проводятся межвузовские олимпиады студентов и школьников по программированию.
Была открыта магистратура по направлению «прикладная математика и информатика».
Декан факультета — доктор физико-математических наук, профессор Александр Израилевич Зейфман.
Факультет социальной работы, педагогики и психологии
Факультет социальной педагогики и психологии Вологодского государственного педагогического университета (ФСРПиП) создан в 1995 году. 31 января 2003 года он был переименован в факультет социальной работы, педагогики и психологии.
На факультете имеются три отделения: психологии и педагогики, начального образования, социальной работы.
Факультет социальной работы, педагогики и психологии объединяет 3 кафедры:
 1) кафедру социальной работы и социальной педагогики;
2) кафедру педагогики;
3) кафедру психологии.

### Факультет иностранных языков и культур

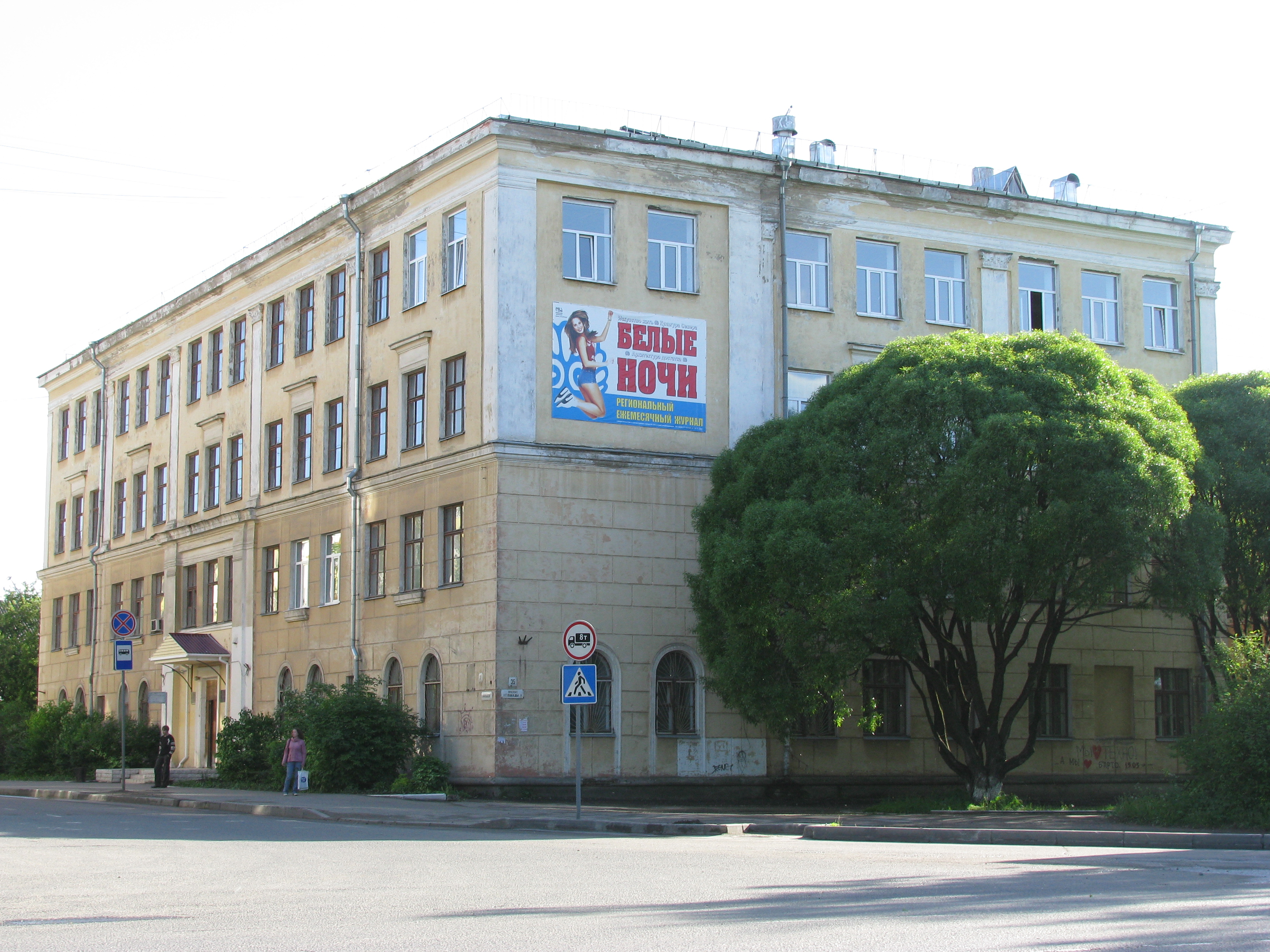
Проспект Победы, 35. Здание Факультета иностранных языков

Факультет ведёт подготовку по 3 специальностям:
- филология (квалификация выпускника «учитель двух иностранных языков»);
- теория и методика преподавания иностранных языков и культур (квалификация выпускника «лингвист, преподаватель двух иностранных языков»);
- культурология (квалификация выпускника «культуролог»).

На факультете существуют отделения английского и немецкого языков, немецкого и английского языков, французского и английского языков, культурологии.
В 1950 году факультет окончили первые 22 студента, пятеро из них получили дипломы с отличием, а трое стали преподавателями факультета. За время своего существования факультет подготовил более 3 тысяч учителей.
На кафедре немецкого языка имеется аспирантура по специальности «германские языки». В рамках партнёрства с Евангелическим институтом Бохума организуются занятия для студентов немецкого и английского отделений с немецкими преподавателями.
Отделение культурологии было открыто в 2001 году.
Декан факультета — доцент Ольга Михайловна Редкозубова.
Исторический факультет

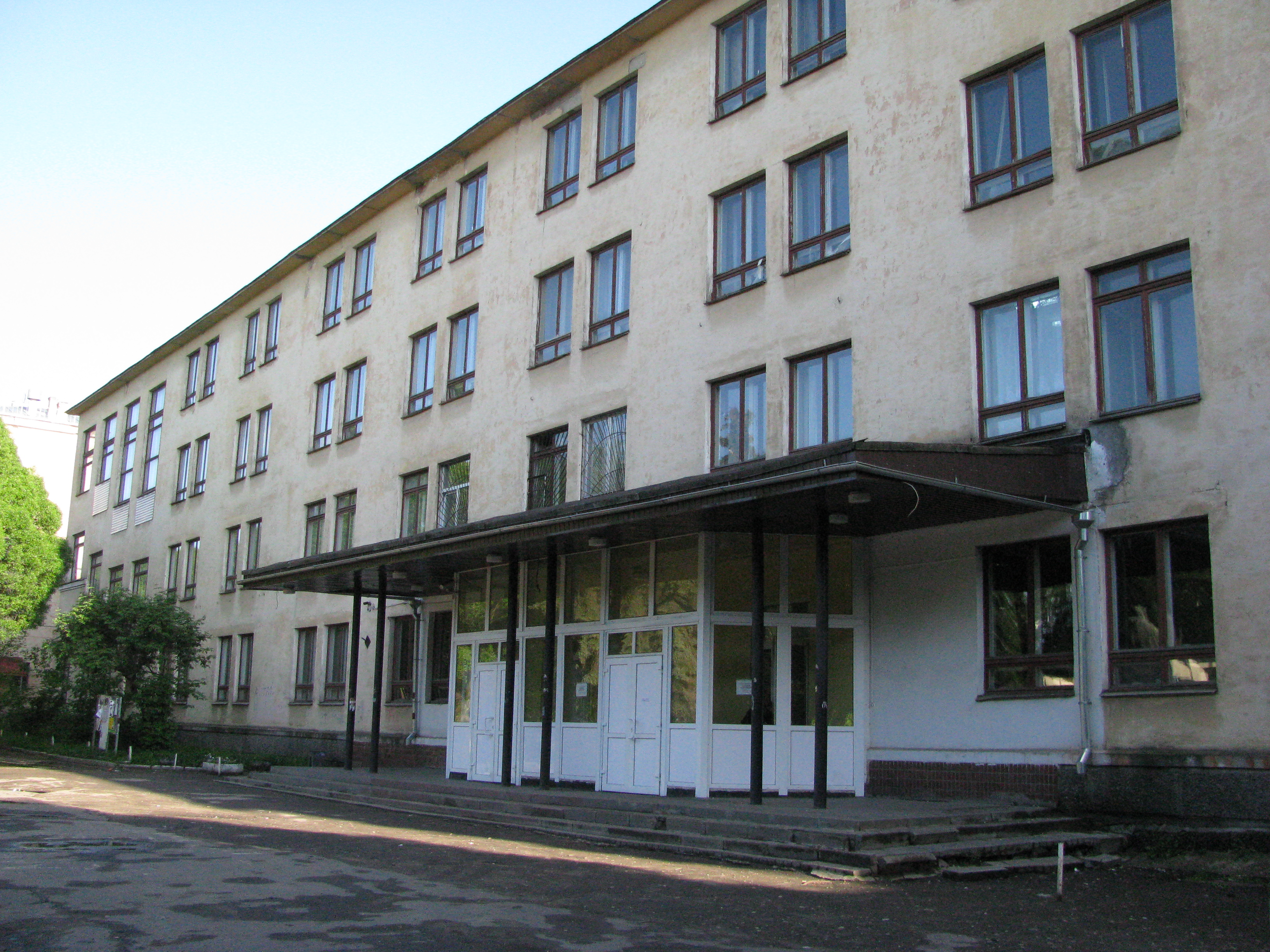
Проспект Победы, 37. Здание Естественно-географического, филологического и исторического факультетов

Факультет основан в декабре 1918 года. С 1951 года существовал историко-филологический факультет. В 1971 году выделен самостоятельный исторический факультет, готовящий учителей истории и английского языка. С 1981 года началось преподавание юридических дисциплин.
С 2000 года факультет осуществляет подготовку учителей по специальностям «история и юриспруденция» (дневное отделение) и «история» (заочное отделение). На договорной основе ведётся подготовка по специальности «менеджмент организации» .
На факультете работают 6 профессоров, 14 доцентов, 12 старших преподавателей (2003 год). Действуют 3 научных лаборатории (археологическая, краеведческая, исследования мировых цивилизаций), 2 учебных кабинета, аспирантура. При кафедре отечественной истории работает диссертационный совет по защите кандидатских диссертаций.
Кафедра отечественной истории выпускает серию альманахов «Старинные города Вологодской области», к 2003 году в серии вышло 25 книг. Профессор А. В. Камкин занимается разработкой и внедрением в школы курса «Истоки». Преподаватели и студенты участвуют в проведении областной олимпиады «Мир через культуру», городской краеведческой олимпиады.
Декан факультета с 1995 года — Василий Анатольевич Саблин.
Естественно-географический факультет
Естественно-географический факультет готовит бакалавров по направлениям: 020100 Химия, 020400 Биология, 021000 География, а также 050100 Педагогическое образование (профили Химическое образование, Биологическое образование, Географическое образование и Образование в области безопасности жизнедеятельности).
На факультете обучается более 500 студентов. Среди 39 преподавателей факультета 6 профессоров, 24 имеют учёные степени и звания, большинство из них — выпускники факультета.
На факультете 5 кафедр:
- Кафедра зоологии и экологии
- Кафедра ботаники
- Кафедра географии
- Кафедра химии
- Кафедра анатомии, физиологии и гигиены

Факультет организует для студентов химический практикум, полевые практики, научные экспедиции. Также факультет сотрудничает с национальным парком «Русский Север», Дарвиновским заповедником, где проводятся научные экспедиции и полевые практики. Сотрудники кафедр участвуют в экспедициях по оценке состояния флоры и фауны области, оценке статуса охраняемых природных территорий, работают над сохранением разнообразия растительного и животного мира. В число задач факультета и его кафедр (особенно кафедр зоологии и экологии, кафедры ботаники) входит контроль за распространением интродуцированных на территории области видов. Большая работа проводится по выделению новых охраняемых территорий, где сохраняются редкие и исчезающие виды животных и растений. Декан факультета — Смирнова Наталия Ивановна. Наиболее примечательный преподаватель — Чхобадзе Андрей Борисович.
Филологический факультет
Факультет был открыт 12 ноября 1912 года в составе учительского института с двухлетним сроком обучения. До 1923 года на факультете было два отделения: литературно-художественное и литературно-лингвистическое, студенты обучались по специальностям «историк-филолог» и «учитель русского языка и литературы». До появления самостоятельного исторического факультета в 1972 году факультет назывался историко-филологическим. В 1976 году из его состава был выделен музыкально-педагогический, формируется факультет журналистики.
Факультет ведёт подготовку по специальностям «русский язык, литература» (квалификация — учитель русского языка и литературы), «русский язык, литература, иностранный язык» (квалификация — учитель русского языка, литературы, иностранного языка), «журналистика» (квалификация — журналист); студенты имеют возможность выбрать специализацию.
Работают 4 кафедры:
- Кафедра литературы (с аспирантурой).
- Кафедра русского языка
- Кафедра иностранных языков
- Кафедра журналистики и теории коммуникации

Отделение журналистики открыто в 2000 году по инициативе Губернатора Вологодской области.
Декан факультета — кандидат педагогических наук, доцент Татьяна Галактионовна Овсянникова.
Музыкально-педагогический факультет
Музыкально-педагогический факультет образован в 1976 году и стал первым таким факультетом в северо-западном регионе России.
В рамках основной специальности существуют дополнительные специализации по музыкальному инструменту, хоровому дирижированию и вокалу, теоретическим дисциплинам и фольклору.
Юридический факультет
Юридический факультет открылся в 1996 году.
Работают 3 кафедры:
- государственного права и политологии,
- гражданского права
- уголовного права.

Факультет физической культуры
Факультет физической культуры был открыт в 1978 году. Факультет ведёт подготовку по специальности «физическая культура» с квалификацией «педагог по физической культуре» (дневная и заочная формы обучения). Декан факультета — проф. Н. Л. Елагина.
Факультет педагогики и методики начального образования
Факультет педагогики и методики начального образования был открыт в 1986 году. Выпускники получают квалификацию «учитель начальных классов».
На факультете продолжают образование выпускники педагогических училищ и колледжей Вологодской области.
На факультете работает кафедра педагогики и методики начального образования.